# Charles Dezobry
Charles Louis Dezobry (* 4. März 1798 in Saint-Denis, Département Seine-Saint-Denis; † 16. August 1871) war ein französischer Historiker, Schriftsteller und Verleger.

## Wirken
1835 erschien beim Verlag L. Hachette in Paris sein erstes Buch Rome au siècle d’Auguste, ou Voyage d’un Gaulois à Rome à l’époque du règne d’Auguste. Eine in Prosa gehaltene, fiktive Beschreibung eines Galliers im Zeitalter des Augustus auf seiner Reise nach Rom. Dezobry hielt sich dabei an eine Vorlage, der Voyage d’Anacharsis von Jean-Jacques Barthélemy. Bereits zwei Jahre später veröffentlicht er zusammen mit Augustin Thierry Exercices de mémoire et de lecture. Ein Buch, das Gedächtnis und Leseübungen enthält.
1839 gründete er mit einem Kompagnon den Verlag Dezobry, E Magdeleine et cie. und eröffnete seine Buchhandlung. Später erschienen auch Bücher mit dem Verlagsnamen Dezobry, F. Tandou et cie. Er verlegte ausschließlich wissenschaftliche Werke, unter anderem von Jean-Joseph-François Poujoulat, Aimé Girard, Paul Desains und Émile Egger.
Sein wissenschaftliches Hauptwerk, Dictionnaire général de biographie et d’histoire, de mythologie, de géographie ancien, das er mit Théodore Bachelet verfasste, verlegte er nicht selbst, sondern wurde von Charles Delagrave herausgegeben. Darin finden sich Persönlichkeiten wie Philipp von Savoyen, Gui des Ursins, Michel Delaporte, Dominique Della-Maria und viele mehr.
Das einzige Bildnis das von Dezobry erhalten ist, wurde von Joseph-Désiré Court gemalt. Es hängt im Louvre in Paris.

## Werke (Auswahl)
als Autor
- L’histoire en peinture, ou épisodes historiques propres à être traduits en tableaux. Histoire romaine. Tableaux d’histoire passages historiques, tablkeaux de genre. 1848.
- La mauvaise récolte, ou les suites de l’ignorance. 1848.
- Rome au siècle d’Auguste ou voyage d’un Gaulois à Rome à l’époque de règne d’Auguste et pendant une partie du règne de Tibre. 1835.
- Traité élémentaire de versificatlon française. 1866.
- L’usage et de l’utilité des éditions classiques. 1856.
- Dictionnaire de biographie et d’histoire. 9. Auflage. 1883 (zusammen mit Théodore Bachelet)

als Herausgeber
- Dictionnaire général des lettres, des beaux-arts et des sciences morales et politiques. 4. Auflage. 1875 (zusammen mit Théodore Bachelet).
- Dictionnaire pratique et critique de l’art épistolaire français. 1865.